# Rick Charlesworth
Rick Charlesworth (né le 6 février 1952) est un joueur de hockey sur gazon australien. Il participe aux Jeux olympiques d'été de 1976 et remporte la médaille d'argent de la compétition. Il participe également aux Jeux olympiques d'été de 1972 (5e), aux Jeux olympiques d'été de 1984 (4e) et aux Jeux olympiques d'été de 1988 (4e). Après sa carrière sportive, il devient l'entraîneur de l'équipe féminine de hockey sur gazon de 1993 à 2000. En 1983, il est élu député pour le Parti travailliste et le reste jusqu'en 1993.

## Palmarès

### Jeux olympiques
- Jeux olympiques de 1976 à Montréal,  Canada
  -  Médaille d'argent.